# Střeziměřice (Horní Stropnice)
Střeziměřice (německy Tritschmersch) jsou malá vesnice, část obce Horní Stropnice v okrese České Budějovice v Jihočeském kraji, ležící v podhůří Novohradských hor v nadmořské výšce 532 metrů. Nachází se asi kilometr západně od vesnice Svébohy a tři kilometry na severozápad od Horní Stropnice. 

## Název
Název vsi náleží mezi staročeská jména přezdívková (tzv. kompozita) a pochází z nejstaršího sídelního osídlení. Název Střeziměřice i Tříčměry se odvozuje od osobního jména Střezimír. Název vesnice měl v historii mnoho podob - Střeziměř, Triczmoricz, Trziczmiery, Trytssmery, Trycžmierze, Trischerz, Tričměry, Tříčměry, Tritschmarsch, Tritschmersch. Zpět do češtiny z názvu Triczmoricz (1390) se pojmenování vrátilo jako Tryczmierzich (1496 a 1543), popřípadě Tryčměry (Tryčměře) - podle poněmčeného základu. V 19. století se střídaly názvy Tříčměry (česky) a Tritschmersch (německy). Po roce 1945 byl název vesnice upraven na Střeziměřice. 

## Historie

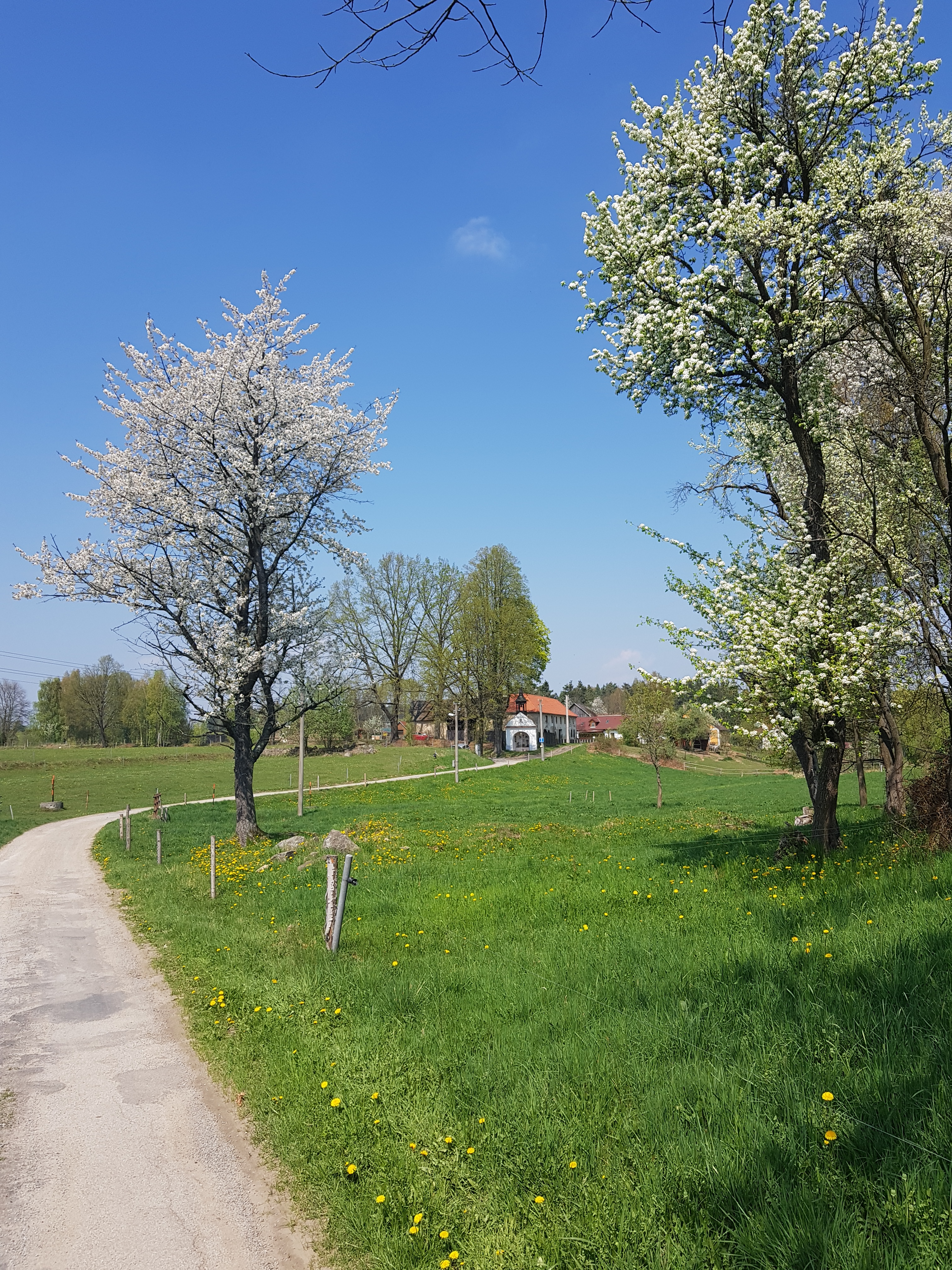
Cesta do Božejova

Střeziměřice jsou vesnicí středověkého původu, založenou patrně v průběhu 14. století. První datovaná zmínka k vesnici Triczmoricz se datuje k roku 1390, kdy je v písemném zdroji uveden jakýsi Vilém z Tříčměr. Vesnice v té době patřila ke statku Světví, přičemž v roce 1496 přešla na Oldřicha Pouzara z Michnic. Další písemná zmínka o vesnici nazvané Tryčměry pochází z roku 1572. Ke statku ve Světví vesnice náležela až do roku 1620, kdy bylo panství získáno hrabětem Karlem Bonaventurou Buquoyem a připojeno k blízkým Novým Hradům. K novohradskému buquoyskému panství patřily Tříčměry až do zrušení patrimoniální správy, kdy se staly osadou obce Žumberk.
Střeziměřice jsou lánovou vesnicí založenou v rámci vrcholně středověké kolonizace ve 14. století, již tvoří velké navzájem poměrně vzdálené usedlosti s lánovou záhumenicovou plužinou. Vesnice postrádá náves kvůli členitějšímu terénu, kdy na jedné straně je prudší svah a na druhém straně za potokem se krajina vlní do strmého zalesněného svahu. Usedlosti jsou tak rozmístěny ve větších vzdálenostech po celém katastru vesnice. 

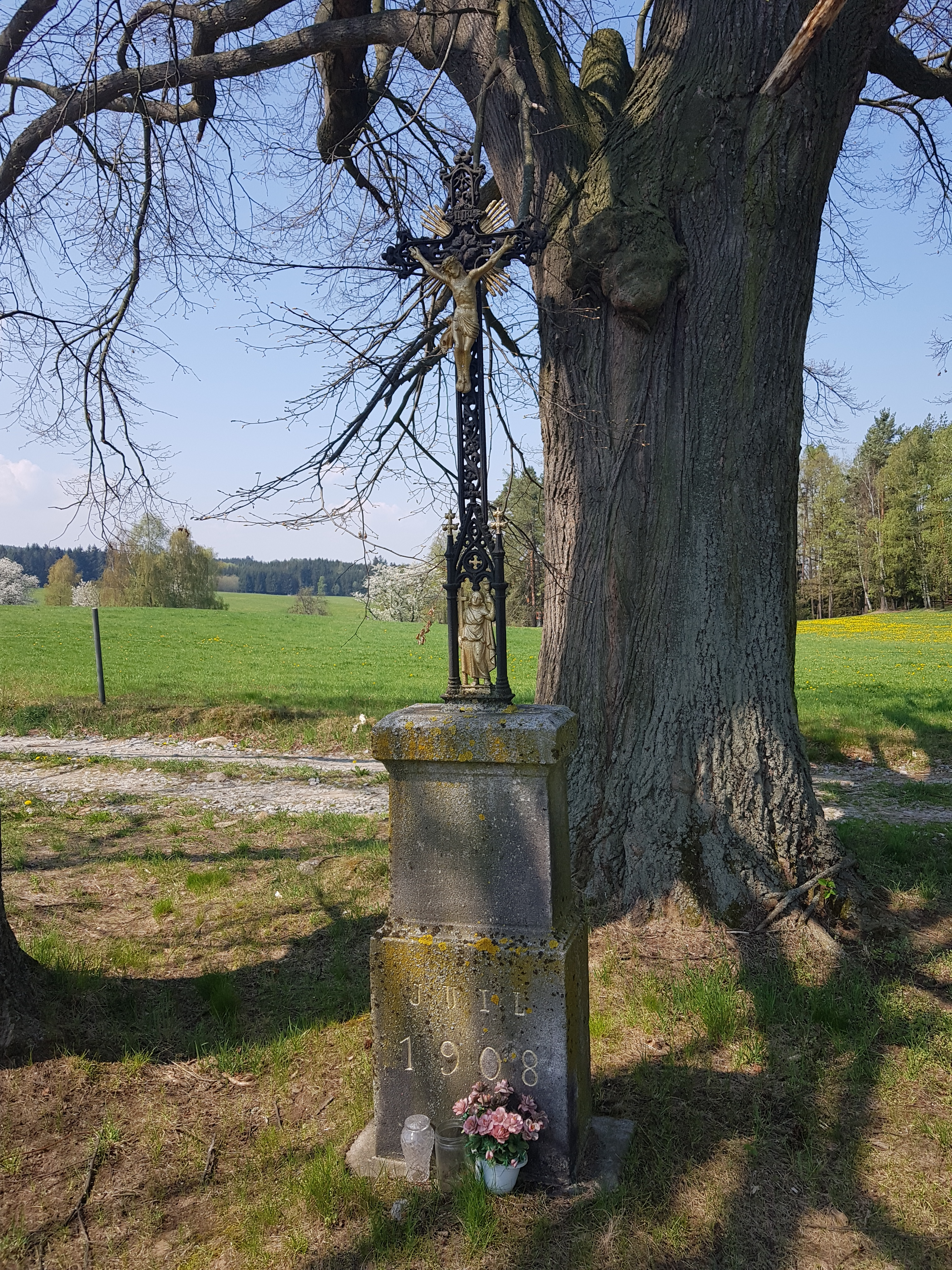
Kříž pod lipami na rozcestí cest směrem do Svéboh

Kompaktní zástavba zemědělských usedlostí byla v 19. století situována v údolní nivě potoka a jeho přítoků a na protějším zvýšeném břehu. Na dvorce byly navázány rovnoběžné lány a pastviny v místech, kde byla půda podmáčena. Ve vesnici byly vystavěny velké kamenné a zděné tří- až čtyřboké dvorce, tzv. vierkanthofy neboli vierkanty, typické pro širokou oblast podhůří Novohradských hor. Výjimkou z tohoto byly jednoduché stavby určené jako výměnek nebo obydlí chudších domkařů. 
Počet usedlostí zaznamenaný již berní rulou v polovině 17. století se do roku 1945 prakticky nezměnil, přičemž stejný počet je zachycen i zákresem stabilního katastru z roku 1826. K nejhodnotnějším stavbám lidové architektury patří usedlost čp. 2 (původně čp. 1), čp. 11 (původně čp. 6) a čp. 12 (původně čp. 8).  
Vesnice byla po roce 1620 osídlena pouze obyvatelstvem německé národnosti, které bylo po roce 1945 až na výjimky vysídleno. Blízkost státní hranice s Rakouskem a existence hraničního pásma byla důvodem postupné degradace, usedlosti čp. 3, 4, 5, 10, 11 a 12 byly ponechány svému osudu a dnes již neexistují. Řada objektů tomuto údělu unikla díky využívání při hospodaření v zemědělství nově vzniknuvších jednotných zemědělských družstev, prodejem novým vlastníkům, popř. přestavbou usedlostí na rekreační objekty. 

## Přírodní poměry

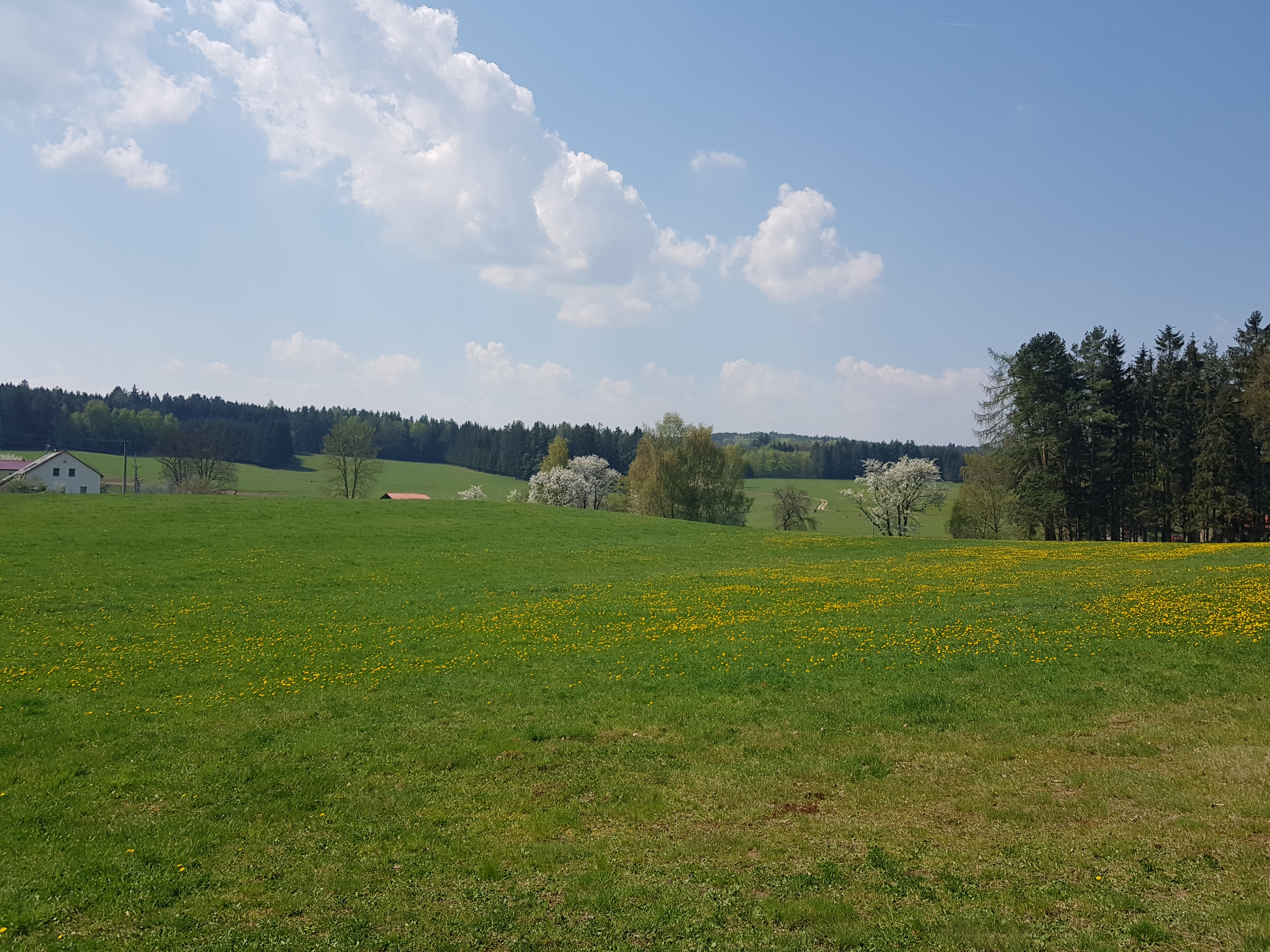
Pohled ze Střeziměřic na Kamenskou horu

Osada se nachází na území Přírodního parku Novohradské hory. Geomorfologicky spadá do provincie Česká vysočina, subprovincie Šumavská subprovincie, oblasti Šumavská hornatina a celku Novohradské podhůří. Konkrétněji se osada nalézá ve Stropnické pahorkatině, resp. jejím okrsku Rychnovské pahorkatině. 
Střeziměřice se nacházejí na západním okraji novohradské rybniční soustavy. Největším rybníkem zasahujícím do území osady je Nový rybník. Osada leží v údolí bezejmenného potoka pramenícího poblíž osady Vesce na jihovýchodním úpatí Kamenské hory (631 m), která se pozvolna zdvihá terénem na západní straně osady.

## Obyvatelstvo
Podle sčítání lidu v Československé republice v roce 1921 zde žilo v 17 domech celkem 77 obyvatel, z toho 77 obyvatel bylo německé národnosti. Z pohledu náboženství se všech 77 obyvatel hlásilo k římskokatolické církvi.
| Rok                                                              | 1869 | 1880 | 1890 | 1900 | 1910 | 1921 | 1930 | 1950 | 1961 | 1970 | 1980 | 1991 | 2001 | 2011 | 2021 |
| ---------------------------------------------------------------- | ---- | ---- | ---- | ---- | ---- | ---- | ---- | ---- | ---- | ---- | ---- | ---- | ---- | ---- | ---- |
| Počet obyvatel                                                   | 90   | 82   | 79   | 85   | 69   | 77   | 66   | 32   | 28   | 13   | —    | —    | 10   | 14   | 9    |
| Počet domů                                                       | 16   | 16   | 16   | 17   | 17   | 17   | 17   | 17   | —    | 4    | —    | —    | 4    | 6    | 6    |
| Počet domů v roce 1961 byl započítán do počtu domů ve Svébohách. |      |      |      |      |      |      |      |      |      |      |      |      |      |      |      |

## Obecní správa
V letech 1869–1910 byly Třičměry osadou obce Žumberk v politickém okrese Kaplice. Mezi lety 1921 až 1930 byly osadou obce Žumberk v politickém okrese Kaplice. Změna nastala 24. května 1950, kdy byly přičleněny jako osada pod obec Svébohy v okrese Trhové Sviny. Od 14. června 1964 do 30. června 1980 byly Střeziměřice částí obce Horní Stropnice v okrese České Budějovice. Od 1. července 1980 do 30. dubna 2003 se jako část obce neuvádí, po 1. květnu 2003 až do současnosti jsou částí obce Horní Stropnice v okrese České Budějovice.
V roce 1964 došlo k přechodu bývalé vesnice Střeziměřice z pozemkové knihy v katastrálním území Božejov do katastrálního území Svébohy v rámci tzv. střediskové obce Horní Stropnice. V důsledku toho došlo v roce 1985 ke změně čísel popisných budov v osadě Střeziměřice, a to v souvislosti s komplexním zakládáním evidence nemovitostí (KZEN) na podnět Místního národního výboru Horní Stropnice. Důvodem bylo zdvojení některých čísel popisných usedlostí v osadě Střeziměřice s vedlejší obcí Svébohy, a to v rámci stejného katastrálního území. V pozemkové knize k přečíslování čísel popisných nedošlo.

## Doprava
Osadou vede cyklotrasa č. 1046, která je součástí naučné cyklotrasy Pamětí Novohradska.

## Pamětihodnosti

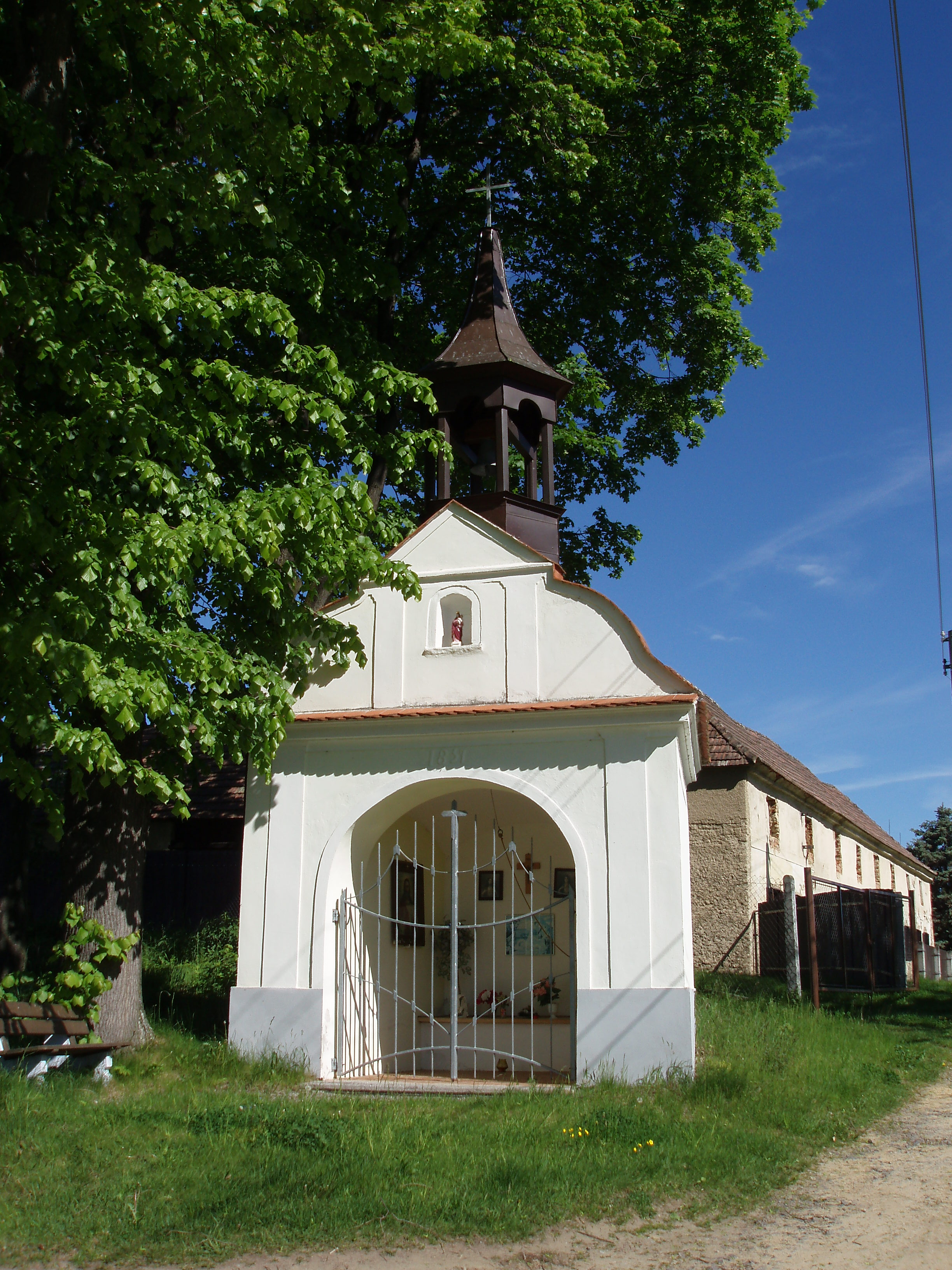
Kaple

- V severní části osady stojí pozdně barokní síňová kaple se zvonicí z roku 1857 v blízkosti zemědělské usedlosti. Na stavbě se dochovaly štukové ozdoby, které jsou dokladem vzniku v období pozdního baroka poloviny 19. století.
- U rozcestí oddělujících cesty do Svéboh a Rychnova u Nových Hradů stojí skupina lip zasazených u litinového kříže datovaného z července roku 1908.
- Zhruba dva kilometry západně od osady se na úpatí Kamenské hory (631 metrů) nachází malé poutní místo, které tvoří lesní kaple Hasenbrunn (Zaječí pramen).